# ’74 Jailbreak

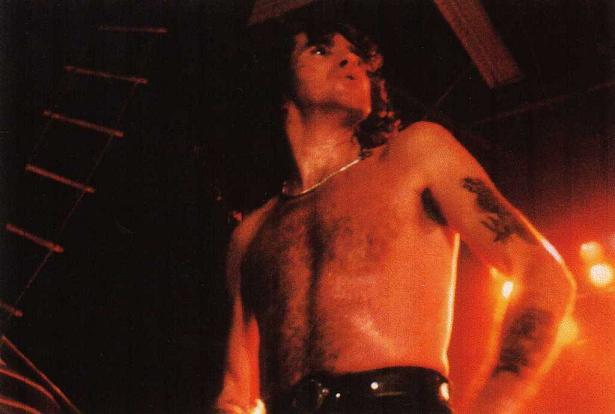
Sänger Bon Scott, mit dem die hier enthaltenen Lieder aufgenommen wurden (1979)

’74 Jailbreak (englisch für „Gefängnisausbruch ’74“) ist eine 1984 veröffentlichte EP der australischen Hard-Rock-Band AC/DC. Diese beinhaltet keine neuen Lieder, sondern zuvor nur in Australien veröffentlichte Songs mit dem ehemaligen Leadsänger Bon Scott, der im Februar 1980 starb.

## Hintergrund
Die EP wurde am 18. Oktober 1984 in den USA, Kanada und Japan erstmals veröffentlicht. Produzenten waren Harry Vanda und George Young, die bereits die ersten Alben von AC/DC produziert hatten. Die Aufnahmen zu diesem Album stammen aus den Jahren 1974 bis 1976.
So stammt der erste Titel Jailbreak aus der australischen Veröffentlichung von Dirty Deeds Done Dirt Cheap (1976) und die restlichen vier Lieder aus der australischen Veröffentlichung von High Voltage (1975).
Das Lied Jailbreak wurde als Single ausgekoppelt und ein Video dazu produziert. 2003, im Rahmen der AC/DC-Remasters-Serie, wurde ’74 Jailbreak wiederveröffentlicht.

## Titelliste
1. Jailbreak (Angus Young, Malcolm Young, Bon Scott) – 4:40
2. You Ain’t Got a Hold on Me (Angus Young, Malcolm Young, Bon Scott) – 3:30
3. Show Business (Angus Young, Malcolm Young, Bon Scott) – 4:43
4. Soul Stripper (Angus Young, Malcolm Young) – 6:23
5. Baby, Please Don't Go (Big Joe Williams) – 4:50

## Rezeption
’74 Jailbreak erreichte in den USA Platz 76 und erhielt eine Platinauszeichnung. In Frankreich platzierte sich die EP auf Platz 24.
Götz Kühnemund schrieb im Magazin Rock Hard, dass lediglich das Titellied auf diesem Minialbum ein „unverzichtbarer Klassiker“ sei. Dennoch vergab er gute 8 von 10 Punkten.